# ديبورا غراي
ديبورا غراي (بالإنجليزية: Deborah Gray)‏ هي عارضة وممثلة أسترالية، ولدت في 1958 في أستراليا.

## وصلات خارجية
- ديبورا غراي على موقع IMDb (الإنجليزية)
- ديبورا غراي على موقع قاعدة بيانات الفيلم (الإنجليزية)